# 冈崎学园国际短期大学
冈崎学园国际短期大学（日语：／ Okazakigakuen Kokusai Tanki Daigaku *），是过去一所位于日本爱知县冈崎市的私立短期大学。

## 概要

### 简介
- 学校最早可以追溯到1906年[1]。短期大学为于1992年开办[1]、由学校法人冈崎学园经营。招生到于1999年[2]、停办于2002年。为男女同校从1998年。

### 历史
- 1992年 冈崎学园国际短期大学成立并同时设置两个学科、以下列举。
  - 国际文化学科
  - 英美语学科
- 1998年 开始招収男学生。
- 1999年 招生最后、次年停止招生（正式停办于2002年5月29日[2]）。

## 学校环境
- 校区：在了爱知县冈崎市[注 1]

## 历任校长
- 中野肇：第一代短期大学校长[3]。

## 组织

### 学科
- 国际文化学科
- 英美语学科

### 专科
| - 没有 |

### 业余课程
| - 没有 |

### 附属机关
| - 人类环境学研究所 |

## 相关链接
- 日本短期大学列表